# Lac de l'Abbé-Huard
Lac de l'Abbé-Huard är en sjö i Kanada.   Den ligger i regionen Côte-Nord och provinsen Québec, i den östra delen av landet, 1 100 km nordost om huvudstaden Ottawa. Lac de l'Abbé-Huard ligger 458 meter över havet. Arean är 2,7 kvadratkilometer. Den sträcker sig 3,1 kilometer i nord-sydlig riktning, och 2,1 kilometer i öst-västlig riktning.
I omgivningarna runt Lac de l'Abbé-Huard växer i huvudsak barrskog. Trakten runt Lac de l'Abbé-Huard är nära nog obefolkad, med mindre än två invånare per kvadratkilometer.